# 共和黨研究委員會
共和黨研究委員會（英語：Republican Study Committee）是美国众议院共和党保守派成员組建的一個国会议员核心小组，人數約為177名。他是美國會眾議院最大的保守派黨團。

## 历史
美國眾議院共和黨研究委員會是由保罗·韦里奇和其他保守派政治人物于1973年成立，目的是对众议院共和党领导层进行监督，他们当时认为共和党领导层过于温和。而此前共和黨的自由派人士於1959年組建了民主研究小组。
1995年，在共和党40年来首次赢得众议院控制权后，紐特·金里奇废除了美國眾議院共和黨研究委員會和其他类似的黨團。但是很快，丹·伯顿、山姆·约翰逊、約翰·杜里圖和欧内斯特·伊斯托克恢復組建該黨團。